# Żywieckie Zakłady Papiernicze „Solali”
Żywieckie Zakłady Papiernicze „Solali” – historycznie jedna z większych polskich fabryk produkujących papier.

## Historia
W roku 1833 w Zabłociu, koło Żywca, Karol Schrötter ze wspólnikiem – Franciszkiem Menchardtem otworzyli skład tekturniczo-papierniczy. Wytwarzano w nim także sukno. Bliskie sąsiedztwo z Żywcem i Bielskiem zwiększały konkurencyjność zakładu.
Spółka Schrötter-Menchardt została rozwiązana w latach 1850–1860. Dotychczasowy właściciel, Karol Schrötter, już samodzielnie rozpoczął rozbudowę fabryki produkującej papier.
W roku 1885 Maurycy Schrötter, syn Karola i nowy właściciel fabryki, zlecili budowę nowego jazu na rzece Sole, o długości 131 metrów. Zadaniem jazu było dostarczanie wody do rozrastającej się fabryki. Ponadto rozpoczęto modernizację zakładu i zaczęto sprowadzać nowoczesne urządzenia.
W roku 1889 rozbudowano fabrykę, dołączając do niej m.in. nowe hale, szmaciarnię, salę dla maszyn (tzw. holendrów)  architekt Teodor Bijkowski z Bielska. Maurycego Schröttera wsparł w rozbudowie nowy wspólnik, o nazwisku Bernaczik. Oficjalna nazwa spółki brzmiała od teraz: Żywiecka Fabryka papieru – Otwarta Spółka Handlowa Bernaczik-Schrötter – S-ka Był to okres szybkiego rozwoju firmy i zakupów nowych maszyn produkcyjnych: Pierwsza posiadała zdolności przerobowe na poziomie 900kg /12 godzin. W 1898 roku zakupiono drugą maszynę do produkcji papieru i bibułki. W fabryce pracowało wówczas ok. 300 ludzi. Wyroby z zabłockiej papierni zaczęto eksportować na europejskie rynki.
W 1900 Otwarta Spółka Handlową Bernaczik-Schrötter – S-ka została przemianowana na Spółkę Akcyjną i zaczęli do niej dołączać nowi akcjonariusze. Za sprawą dopływu środków zakupiono trzecią maszynę, odpowiadającą za produkcję papieru butelkowego, przędzalnego, pergaminu oraz bibułek kwiatowych. Możliwości nowego nabytku szacowano na blisko 1400kg/12 godzin. Na przełomie XIX i XX wieku do akcjonariuszy dołączyli Bernard Serog wraz synem Ignacym, którzy w krótkim czasie przyczynili się do rozwoju działalności handlowej zakładu.
W roku 1913 na terenie zakładu wybuchł pożar, który przyniósł Spółce duże straty, gdyż doszczętnie spłonął budynek szmaciarni. Szybko jednak powstał nowy, trzypiętrowy budynek, w którym stropy wykonane zostały z nowoczesnego wówczas i drogiego żelbetonu.
Wybuch I wojny światowej nie wpłynął znacząco na produkcję w fabryce, a zakład w dalszym ciągu przynosił duże zyski. W 1918 wynosiły one ponad 200 tys. koron.
Fabryka Papieru w roku 1930 połączyła się z przedsiębiorstwem Papierniczym "Solali", w wyniku czego powstało przedsiębiorstwo papiernicze Żywiecka Fabryka Papieru "Solali" S.A., obejmujące fabrykę papieru, tektury, zakład przetwórczy, siłownię, tekturownię, drukarnię, litografię i tartak. Do 1939 roku przedsiębiorstwo zatrudniało 850 pracowników, a prezesem zarządu był Ignacy Serog. 
Na początku 1945 r. okupanci niemieccy, cofając się przed naporem radzieckiej ofensywy, zniszczyli szereg urządzeń papierni. Tuż po zakończeniu wojny fabryka została objęta zarządem państwowym. 5 maja 1945 został powołany samorząd robotniczy, złożony z 112 członków, który rozpoczął oczyszczanie terenu i przygotowanie do wznowienia produkcji. Ponowne uruchomienie fabryki było możliwe m.in. dzięki wykonaniu jeszcze w tym samym roku nowego walca do maszyny papierniczej przez Odlewnię Żeliwa w Węgierskiej Górce. Końcem 1945 zakład zatrudniał 502 pracowników, a w ciągu 1946 wytworzone zostało 940 ton bibułek do papierosów. Przedsiębiorstwo zostało znacjonalizowane w czerwcu 1947, a w jego struktury została wówczas włączona Fabryka Papieru działająca w Milówce. W 1948 ukończone zostały prace nad odbudową zakładu.
Z dniem 1 stycznia 1950 Żywieckie Zakłady Papiernicze stały się częścią Myszkowskich Zakładów Papierniczych w Katowicach, jednak 1 stycznia 1951 przywrócono samodzielność zakładu.
W 1961 roku zostało wybudowane osiedle dla pracowników – Osiedle Kochanowskiego.
W 1998 obiekt został wpisany do ewidencji zabytków.

## Współcześnie
Po prywatyzacji w latach 90. zakład nie odzyskał kondycji finansowej. Już w 2000 roku sąd ogłosił jego upadłość, co zakończyło się po kilku latach zawarciem układu z wierzycielami.
W 2017 roku fabryka Solali przeszła w stan likwidacji, doszło do masowych zwolnień. Od tego czasu fabryką interesują się inwestorzy chcący wykupić zakład.
Część budynków i pomieszczeń Papierni wynajmowana jest innym podmiotom. Znajdują się tam m.in. Beskidzki Browar Rzemieślniczy czy poradnia lekarza POZ.

## Papiernik
W 1967 roku w dzielnicy oddany został do użytku Zakładowy Dom Kultury Żywieckiej Fabryki Papieru „Solali”. Znajdowało się tam kino Papiernik i biblioteka oraz pomieszczenia siedziby Zespołu Regionalnego „Gronie”. W latach 90. bibliotekę i kino zlikwidowano.
Obecnie w budynku dawnego Zakładowego Domu Kultury Fabryki Papieru „Solali”, położonym przy ul. Księdza Prałata Stanisława Słonki 31, swoją działalność prowadzi filia Miejskiego Centrum Kultury o nazwie Papiernik.
W 2013 na ścianach Miejskiego Centrum Kultury „Papiernik” został namalowany mural przedstawiający jukacy.
W 2016 roku ponownie otworzono bibliotekę na Zabłociu. Jest to oddział Żywieckiej Biblioteki Samorządowej.

## Sport przy zakładzie
W 1938 roku, z inicjatywy działaczy robotniczych, pracowników Żywieckiej Fabryki Papieru powstał klub sportowy „Czarni”.

## W literaturze
W 2017 roku ukazała się książka autorstwa Kazimierza Semika pt. „Zarys historii Żywieckiej Fabryki Papieru Solali”.